# Bisdom Kaolack

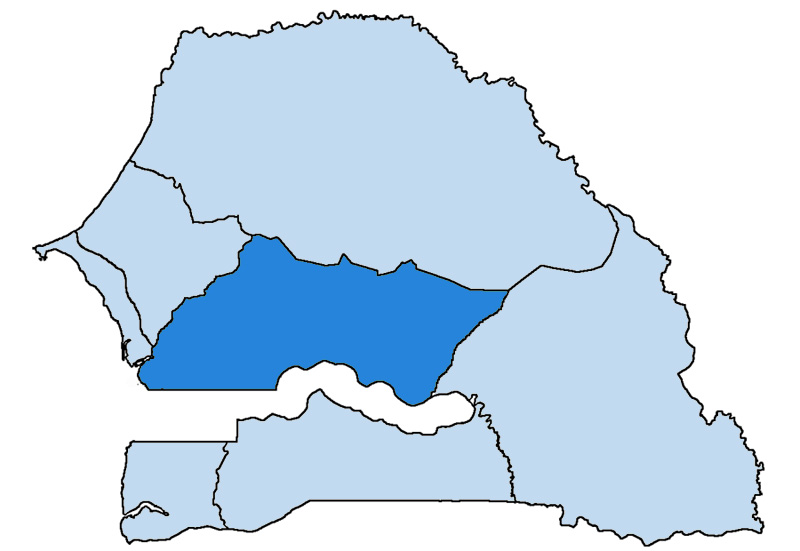
Het bisdom binnen Senegal

Het bisdom Kaolack (Latijn: Dioecesis Kaolackensis) is een rooms-katholiek bisdom met als zetel Kaolack in Senegal. Het is een suffragaan bisdom van het aartsbisdom Dakar. Het werd opgericht in 1965. Hoofdkerk is de kathedraal Saint-Théophile.
In 2019 telde het bisdom 18 parochies. Het bisdom heeft een oppervlakte van 21.299 km² en telde in 2019 ongeveer 20.000 katholieken op een totale bevolking van 2.250.000, ongeveer 0,9% van de bevolking.

## Geschiedenis
De missie begon in de tweede helft van de 19e eeuw in het koninkrijk Saloum. Rond 1910 werd een eerste missiepost geopend in Foundiougne, maar deze werd gesloten in 1918. Daarna werd Kaolack het centrum van de missie in het gebied en in 1940 werd in Kaolack een eerste parochie opgericht. In 1954 losten de missionarissen van het Heilig Hart de spirtijnen af in dit missiegebied. In 1957 werd de apostolische prefectuur Kaolack opgericht met aan het hoofd de Franse missionaris van het Heilig Hart Théophile Albert Cadoux. In 1965 werd Kaolack verheven tot een bisdom.

## Bisschoppen
- Théophile Albert Cadoux, M.S.C. (1965-1974)
- Théodore-Adrien Sarr (1974-2000)
- Benjamin Ndiaye (2001-2014)
- Martin Boucar Tine, S.S.S. (2018-)

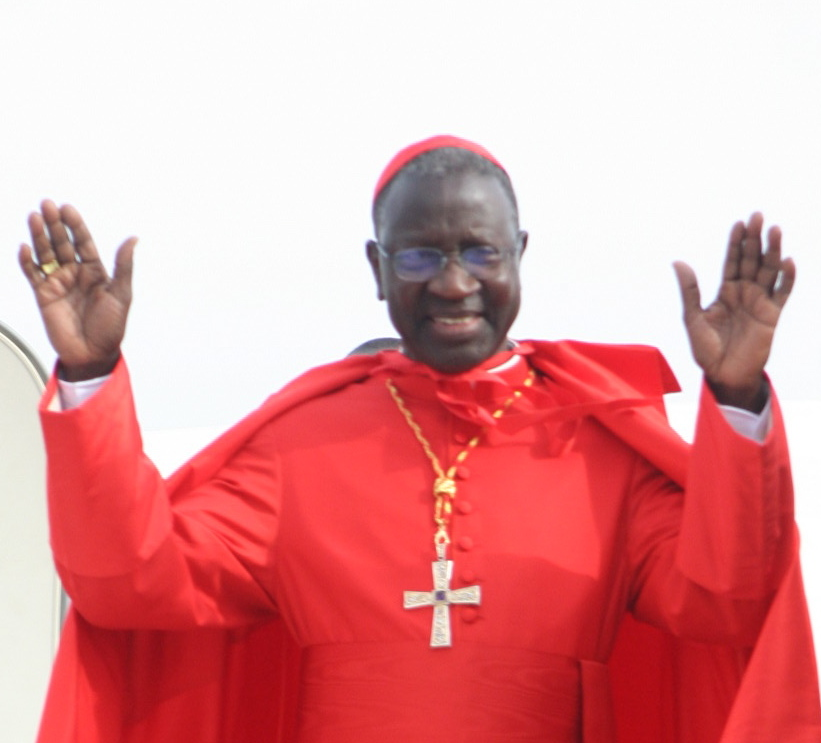
Théodore-Adrien Sarr